# Lîsohorî, Icinea
Lîsohorî (în ucraineană Лисогори) este un sat în comuna Iujne din raionul Icinea, regiunea Cernihiv, Ucraina.

## Demografie
Componența lingvistică a localității Lîsohorî
     Ucraineană (98,51%)
     Rusă (1,49%)
Conform recensământului din 2001, majoritatea populației localității Lîsohorî era vorbitoare de ucraineană (98,51%), existând în minoritate și vorbitori de rusă (1,49%).